# France 2
France 2 é o principal canal de televisão público francês e o segundo mais visto na França. Os outros canais públicos franceses são a France 3, a France 4 e a France 5, que fazem parte do grupo France Télévisions. Foi inaugurada em 1964 com o nome de RTF Télévision 2. Em 1964, com a criação do Office de Radiodiffusion Télévision Française (ORTF), mudou de nome para La Deuxième Chaîne de l'ORTF ou ORTF 2. Em 1975, com a extinção da ORTF, ela mudou de nome para Antenne 2. Em 1992, com a criação da France Télévision, depois France Télévisions, ela mudou de nome para France 3.

## História
Originalmente sob a propriedade da RTF, o canal foi ao ar pela primeira vez em 18 de abril de 1964 como RTF Télévision 2. Dentro de um ano, a RTF 2 foi rebatizada como La deuxième chaîne (O Segundo Canal). Originalmente, a rede era transmitida em transmissores de 625 linhas apenas em preparação para a descontinuidade das transmissões em preto-e-branco de 819 linhas e a introdução da cor. A mudança para a cor ocorreu às 14:15 CET de 1 de outubro de 1967, usando o sistema SECAM. La deuxième chaîne tornou-se o primeiro canal de televisão em cores na França, embora a Première chaîne não iniciasse a transmissão em cores em 625 linhas até 20 de dezembro de 1975. Essa tecnologia permitiu que a rede transmitisse a programação em NICAM (compatível com SECAM).
O canal atual é o sucessor direto da Antenne 2, estabelecida sob uma lei de 1974 que determinou a dissolução da ORTF em sete organizações distintas. Em 6 de Janeiro de 1975, foram criadas três "empresas de programas" de televisão - TF1, Antenne 2 e FR3, agora France 3 - juntamente com a Radio France, a produtora Société Française de Production, a agência pública TéléDiffusion de France e o Institut national de l'audiovisuel. A Antenne 2 e as outras corporações foram constituídas como empresas limitadas, com o estado controlando 100% de seu capital. Embora os três canais tenham sido concorrentes concorrentes, eles mantiveram o monopólio coletivo na França, que não foi revogado até 1981. Canais privados como Canal+ e La Cinq (agora substituída pela France 5) logo se tornaram grandes concorrentes aos canais estatais depois que o monopólio estatal foi suspenso. O desmembramento da ORTF tinha como objetivo estimular a competição entre os canais públicos, mas fracassou nesse objetivo; Tanto a TF1 quanto a Antenne 2 passaram a contar com uma dieta de programas populares de entretenimento, ao lado de importações americanas baratas, buscando maximizar as classificações e atrair os anunciantes.
A TF1 foi privatizada em 1987, afetando radicalmente o equilíbrio do mercado de televisão francês. Os restantes canais públicos ficaram sob forte pressão dos seus concorrentes privados e perderam 30% da sua quota de mercado entre 1987 e 1989. Em um esforço para salvá-los, um único diretor-geral foi nomeado para gerenciar tanto a Antenne 2 quanto a FR3 e os dois canais se fundiram para formar o grupo France Télévisions. Elas foram renomeados em 7 de setembro de 1992 como France 2 e France 3 respectivamente.
Em 1995, a quota de audiência combinada dos dois canais estatais era de 41%, com a France 2 em particular fortemente dependente das receitas de publicidade e patrocínio, que representavam 43,8% do seu orçamento em 1996. O foco nas classificações levou a uma forte rivalidade com TF1, por exemplo, solicitando os dois canais para transmitir programas populares e programas de notícias nos mesmos timeslots. TF1 e France 2 competem pela mesma demografia; dramas (incluindo as importações americanas), programas de jogos e entretenimento ligeiro formam a mistura dominante em ambos os canais.

## Cobertura italiana
A partir de 1975, Antenne 2 estava disponível na Itália (regiões da Toscana, Lácio, Alto Vêneto e partes da Lombardia e Liguria) usando SECAM e desde 1983 usando PAL até 2003, quando as frequências foram vendidas para várias redes de televisão como Canale Italia e Gruppo Editoriale L'Espresso.
Desde 11 de dezembro de 2006, a France 2 foi novamente disponibilizada em toda a Itália para a televisão digital terrestre até 7 de junho de 2007, quando foi substituída pela rede de TV francesa France 24.
France 2 está agora disponível apenas no Vale de Aosta devido às leis italianas de autogoverno e nas zonas fronteiriças devido a transbordamentos naturais.

## Audiência
| 1976  | 1977  | 1978  | 1979  | 1980  | 1981  | 1982  | 1983  | 1984  | 1985  | 1986  | 1987  | 1988  | 1989  | 1990  | 1991  | 1992  | 1993  | 1994  | 1995  |
| ----- | ----- | ----- | ----- | ----- | ----- | ----- | ----- | ----- | ----- | ----- | ----- | ----- | ----- | ----- | ----- | ----- | ----- | ----- | ----- |
| 34,0% | 31,3% | 32,0% | 33,9% | 34,3% | 36,6% | 40,0% | 46,2% | 45,7% | 42,2% | 39,4% | 32,0% | 26,9% | 23,4% | 22,1% | 21,3% | 24,0% | 24,7% | 25,0% | 23,8% |

|      | Janeiro | Fevereiro | Março  | Abril  | Maio   | Junho  | Julho  | Agosto  | Setembro | Outubro | Novembro | Dezembro | Média anual |
| ---- | ------- | --------- | ------ | ------ | ------ | ------ | ------ | ------- | -------- | ------- | -------- | -------- | ----------- |
| 1996 |         |           |        |        |        | 23,9%  | 27,3%  | 23,3%   | 24,2%    | 24,1%   | 24,5%    | 24,8%    | 24,2%       |
| 1997 | 23,2%   | 23,9%     | 24,7%  | 24,7%  | 23,6%  | 22,9%  | 26,7%  | 22,4%   | 22,9%    | 22,2%   | 23,0%    | 23,7%    | 23,7%       |
| 1998 | 22,7%   | 23,7%     | 22,9%  | 22,5%  | 22,5%  | 22,9%  | 24,2%  | 21,9%   | 21,1%    | 21,5%   | 21,7%    | 21,6%    | 22,5%       |
| 1999 | 22,1%   | 21,8%     | 22,2%  | 22,6%  | 22,1%  | 22,6%  | 24,4%  | 21,6%   | 22,4%    | 21,5%   | 21,7%    | 21,6%    | 22,3%       |
| 2000 | 22,2%   | 23,2%     | 22,2%  | 21,8%  | 21,4%  | 22,3%  | 23,5%  | 20,8%   | 22,5%    | 22,2%   | 22,2%    | 21,5%    | 22,1%       |
| 2001 | 20,6%   | 20,4%     | 20,5%  | 21,1%  | 20,0%  | 21,0%  | 23,1%  | 20,0%   | 21,5%    | 22,7%   | 22,1%    | 21,0%    | 21,1%       |
| 2002 | 20,9%   | 21,5%     | 21,7%  | 21,2%  | 20,2%  | 19,1%  | 23,2%  | 18,9%   | 20,5%    | 20,5%   | 21,5%    | 20,2%    | 20,8%       |
| 2003 | 20,1%   | 20,4%     | 21,2%  | 21,0%  | 20,4%  | 20,2%  | 22,6%  | 20,3%   | 20,0%    | 19,8%   | 20,9%    | 19,5%    | 20,5%       |
| 2004 | 19,7%   | 20,5%     | 20,8%  | 19,9%  | 20,2%  | 20,9%  | 23,2%  | 21,9%   | 19,6%    | 20,0%   | 20,3%    | 19,9%    | 20,5%       |
| 2005 | 19,7%   | 19,7%     | 19,5%  | 19,8%  | 19,2%  | 20,1%  | 23,1%  | 18,8%   | 19,3%    | 19,2%   | 19,9%    | 19,7%    | 19,8%       |
| 2006 | 19,1%   | 19,8%     | 20,0%  | 19,6%  | 19,4%  | 18,0%  | 20,2%  | 18,4%   | 18,9%    | 19,0%   | 19,5%    | 18,8%    | 19,2%       |
| 2007 | 18,3%   | 19,2%     | 18,8%  | 18,2%  | 17,8%  | 18,1%  | 20,6%  | 16,8%   | 16,9%    | 17,6%   | 17,8%    | 17,3%    | 18,1%       |
| 2008 | 18,3%   | 18,3%     | 17,7%  | 17,6%  | 17,3%  | 17,3%  | 19,6%  | 17,7%   | 16,3%    | 16,6%   | 16,5%    | 16,2%    | 17,5%       |
| 2009 | 16,7%   | 16,4%     | 16,4%  | 16,2%  | 16,8%  | 16,9%  | 19,1%  | 15,4%   | 16,1%    | 16,3%   | 16,6%    | 16,4%    | 16,7%       |
| 2010 | 16,1%   | 16,7%     | 15,8%  | 15,7%  | 16,4%  | 16,3%  | 18,9%  | 14,7%   | 15,2%    | 15,5%   | 15,9%    | 15,9%    | 16,1%       |
| 2011 | 15,3%   | 15,3%     | 15,3%  | 15,0%  | 15,3%  | 15,2%  | 17,0%  | 13,1%** | 13,5%    | 14,1%   | 15,0%    | 14,5%    | 14,9%       |
| 2012 | 14,7%   | 15,1%     | 14,7%  | 14,4%  | 15,1%  | 14,6%  | 16,5%  | 17,1%   | 14,2%    | 14,7%   | 14,5%    | 13,9%    | 14,9%       |
| 2013 | 14 %    | 13,9 %    | 13,9 % | 13,6 % | 14,2 % | 15,1 % | 16,1 % | 12,9 %  | 13,5 %   | 13,2 %  | 14,1 %   | 13,6 %   | 14 %        |
| 2014 | 14 %    | 15,6 %    | 13,4 % | 13,5 % | 14 %   | 13,5 % | 15,8 % | 13,3 %  | 13,6 %   | 13,6 %  | 14,4 %   | 13,9 %   | 14,1 %      |
| 2015 | 14,5 %  | 13,8 %    | 13,8 % | 14,1 % | 14,4 % | 14,3 % | 16 %   | 14,4%   | 14,5 %   | 13,9 %  | 14,6 %   | 13,5 %   | 14,3 %      |